# 珀瑟雷尼鄉
46°29′0″N 24°42′0″E / 46.48333°N 24.70000°E
珀瑟雷尼鄉（羅馬尼亞語：Comuna Păsăreni, Mureș），是羅馬尼亞的鄉份，位於該國中部，由穆列什縣負責管轄，面積30平方公里，海拔高度324米，2007年人口1,763，人口密度每平方公里58人。